# José Carlos Lozano Rendón
José Carlos Lozano Rendón es un investigador en el área de estudios latinoamericanos de medios y en historia social del cine que se ha caracterizado por trabajar temas de comunicación internacional y comunicación política desde enfoques teóricos críticos como la economía política y los estudios culturales basados en extenso trabajo de campo cuantitativo y cualitativo. Es autor de uno de los libros de texto más utilizado e influyente en las escuelas de comunicación de América Latina: Teoría e investigación de la comunicación de masas, publicado por la editorial Pearson  desde 1996. Su nacimiento y crecimiento en la frontera México-Texas lo ha motivado asimismo a trabajar temas relacionados con los medios, la cultura y la identidad en esta región de ambos países.

## Trayectoria
Lozano Rendón es profesor e investigador en la Texas A&M International University, en Laredo, Texas, Estados Unidos desde 2012, e investigador asociado (Research Fellow) en la Universidad Autónoma de Nuevo León, México desde 2020. Fue profesor titular de 1992 a 2012 e investigador asociado (Research Fellow) de 2012 a 2020 en el Tecnológico de Monterrey, Campus Monterrey Desde 1993 ha pertenecido al Sistema Nacional de Investigadores (SNI) del Consejo Nacional para la Ciencia y la Tecnología (CONACYT) en México, siendo nombrado Investigador Nacional Nivel 3 para el período de 2018 a 2028. Fue admitido como miembro regular en la Academia Mexicana de Ciencias en 2007. 
Tiene un doctorado en comunicación internacional por la Universidad de Texas en Austin, una Maestría en Comunicación de Masas por la Universidad de Leicester y una Licenciatura en Comunicación Social por la Universidad Regiomontana.
Fue director del Centro de Investigación en Comunicación e Información (CINCO) del Tec de Monterrey, Campus Monterrey. Antes de eso, fue director de la licenciatura en periodismo y medios de información en la misma universidad. También fue editor del Anuario de Investigación de la Comunicación CONEICC (Consejo Nacional para la Enseñanza y la Investigación de las Ciencias de la Comunicación). (Vol. 1-5).
Lozano Rendón ha publicado más de cincuenta artículos en revistas académicas con revisión por pares y múltiples capítulos en libros editados, tanto en idioma inglés como en español. Desde 2012 funge como Investigador Principal y Coordinador del Proyecto Internacional “Cultura de la Pantalla: Exhibición, Programación y Asistencia al Cine en América Latina y España” en conjunto con los investigadores belgas Daniel Biltereyst de la Universidad de Gante y Philippe Meers de la Universidad de Amberes. En esta red participan equipos de investigadores en siete ciudades mexicanas (Ciudad de México, León, Monterrey, Saltillo, Tampico, Torreón, Veracruz), una ciudad en la frontera de Estados Unidos con México (Laredo, Texas), dos ciudades colombianas (Cartagena y Cali), una ciudad cubana (Santiago) y una española (Barcelona).
En 1999 obtuvo la Cátedra Televisa y en el 2003 la Cátedra de Investigación Interna del Tecnológico de Monterrey, la cual financió sus esfuerzos de investigación hasta el 2012. Ha presentado su investigación en conferencias en México, Alemania, Argentina, Bélgica, Brasil, Canadá, Chile, Colombia, Costa Rica, España, Estados Unidos, Perú, República Dominicana y Venezuela.

## Membrecías
Lozano Rendón ha sido miembro de la Asociación Latinoamericana de Investigadores de Comunicación (ALAIC), del Consejo Nacional para la Enseñanza y la Investigación de las Ciencias de la Comunicación (CONEICC) y de la Federación Latinoamericana de Facultades de Comunicación Social] (FELAFACS).

## Obras
- Teoría e investigación de la comunicación de masas. Pearson Educación, 2007 - 233 p. ISBN 9702608279, ISBN 9789702608271
- The Routledge Handbook to the Culture and Media of the Americas. Routledge, 2020 - 494 p. ISBN 1138479829, ISBN 9781138479821 (coeditor) (en inglés)
- La comunicación en México: diagnóstico, balances y retos. CONEICC, 2005 - 367 p. ISBN 9688910872, ISBN 9789688910870 (en coautoría con Francisco de Jesús Aceves)
- Prensa, radiodifusión e identidad cultural en la frontera norte. Colegio de la Frontera Norte, 1991 - 66 p. ISBN 968607533X, ISBN 9789686075335
- Imágenes de México en la prensa norteamericana: análisis comparativo de la cobertura de México en Time y Newsweek de 1980 a 1986. El Colegio de la Frontera Norte, 1988 - 19 p. ISBN 9686075054, ISBN 9789686075052
- Manual para el curso de teoría de la comunicación masiva I.. ITESM, 1993 - 66 p.
- Media Exposure and Cultural Identity in a Mexican Border Community: The Case of "Secundaria" Students. University of Texas at Austin, 1992 - 340 p. (en inglés)
- Consumo y lecturas negociadas de noticieros televisivos en Monterrey, Guadalajara y México, D.F.. Universidad de Colima, 2003 - 14 p.